# Europapokal der Pokalsieger (Handball) 1993/94
Am EHF-Europapokal der Pokalsieger 1993/94 nahmen 34 Handball-Vereinsmannschaften teil, die sich in der vorangegangenen Saison in ihren Heimatländern im Pokalwettbewerb für den Wettbewerb qualifizieren konnten. Es war die 19. Austragung des Europapokals der Pokalsieger und die erste die von der neugegründeten EHF veranstaltet wurde. Die Pokalspiele begannen am 28. August 1993 und endeten mit dem zweiten Finalspiel am 30. April 1994. Im Finale konnte sich der spanische Verein FC Barcelona gegen den französischen Titelverteidiger OM Vitrolles durchsetzen.

## Modus
Der Wettbewerb startete mit zwei Spielen in einer Ausscheidungsrunde. Die Sieger zogen in das Sechzehntelfinale ein, in der weitere, höher eingestufte, Mannschaften einstiegen. Alle Runden inklusive des Finales wurden im K.-o.-System mit Hin- und Rückspiel durchgeführt.

## Ausscheidungsrunde
Die Hin- und Rückspiele fanden zwischen dem 28. August 1993 und 30. August 1993 statt.
|            | Gesamt |                 | Hinspiel | Rückspiel |
| ---------- | ------ | --------------- | -------- | --------- |
| HK Shoumen | 39:50  | RK Kumanovo     | 14:26    | 25:24     |
| HC Browary | 56:43  | Amirani Tbilisi | 28:19    | 28:24     |

## Sechzehntelfinals
Die Hin- und Rückspiele fanden zwischen dem 25. September 1993 und 3. Oktober 1993 statt.
|                         | Gesamt |                         | Hinspiel | Rückspiel |
| ----------------------- | ------ | ----------------------- | -------- | --------- |
| JR Klaipėda             | 35:62  | FC Barcelona            | 15:31    | 20:31     |
| RK Umag                 | 45:33  | GAS Archelaos Katerinis | 26:12    | 19:21     |
| Lokomotiv Tscheljabinsk | 44:45  | Bayer Dormagen          | 22:18    | 22:27     |
| ABC Braga               | 43:51  | OM Vitrolles            | 23:27    | 20:24     |
| IL Runar Sandefjord     | 43:51  | US Ivry HB              | 22:25    | 21:26     |
| HC Browary              | 46:47  | SC Szeged               | 29:17    | 17:30     |
| Pfadi Winterthur        | 58:48  | HC Bruck                | 28:21    | 30:27     |
| Pallamano Conversano    | 37:59  | GOG Gudme               | 21:29    | 16:30     |
| HSC Pilsen              | 35:50  | IK Sävehof              | 17:25    | 18:25     |
| Blauw-Wit Neerbeek      | 42:40  | Handball Esch           | 21:16    | 21:24     |
| Polisgücü Eskisehir     | 43:44  | Hapoel Rishon LeZion    | 20:24    | 23:20     |
| UMF Selfoss             | 56:52  | HC Bauska Riga          | 32:22    | 24:30     |
| RK Kumanovo             | 63:40  | Larnacos Larnaka        | 33:14    | 30:26     |
| Extran Beyne            | 45:42  | Zaglebie Lubin          | 22:19    | 23:23     |
| BK-46 Karis Handboll    | 57:38  | Slovan Ljubljana        | 31:9     | 26:29     |
| Minaur Baia Mare        | 34:40  | Lokomotiva Trnava       | 20:18    | 14:22     |

## Achtelfinals
Die Hinspiele fanden am 30./31. Oktober 1993 statt und die Rückspiele am 6./7. November 1993.
|                    | Gesamt |                      | Hinspiel | Rückspiel |
| ------------------ | ------ | -------------------- | -------- | --------- |
| Pfadi Winterthur   | 57:37  | IK Sävehof           | 31:14    | 26:23     |
| FC Barcelona       | 69:33  | Hapoel Rishon LeZion | 37:15    | 32:18     |
| SC Szeged          | 52:47  | BK-46 Karis Handboll | 31:24    | 21:23     |
| RK Umag            | 46:47  | UMF Selfoss          | 25:18    | 21:29     |
| Blauw-Wit Neerbeek | 26:54  | US Ivry HB           | 14:34    | 12:20     |
| GOG Gudme          | 50:40  | Extran Beyne         | 28:19    | 22:21     |
| OM Vitrolles       | 41:31  | Lokomotiva Trnava    | 21:14    | 20:17     |
| Bayer Dormagen     | 50:38  | RK Kumanovo          | 31:17    | 19:21     |

## Viertelfinals
Die Hinspiele fanden am 19./22./23. Januar 1994 statt und die Rückspiele am 26./29. Januar 1994.
|                | Gesamt  |                  | Hinspiel | Rückspiel |
| -------------- | ------- | ---------------- | -------- | --------- |
| SC Szeged      | 50:50 * | UMF Selfoss      | 30:18    | 20:32     |
| OM Vitrolles   | 52:35   | US Ivry HB       | 25:15    | 27:20     |
| Bayer Dormagen | 47:35   | GOG Gudme        | 28:13    | 19:22     |
| FC Barcelona   | 54:45   | Pfadi Winterthur | 26:19    | 28:26     |

## Halbfinals
Die Hinspiele fanden am 23. März 1994 statt und die Rückspiele am 6./7. April 1994.
|                | Gesamt |              | Hinspiel | Rückspiel |
| -------------- | ------ | ------------ | -------- | --------- |
| SC Szeged      | 36:43  | FC Barcelona | 22:24    | 14:19     |
| Bayer Dormagen | 38:41  | OM Vitrolles | 26:20    | 12:21     |

## Finale
Das Hinspiel fand am 24. April 1994 in Vitrolles statt und das Rückspiel am 30. April 1994 in Barcelona. Die Finalteilnahme des FC Barcelonas ist der Beginn einer ununterbrochenen Serie von Finalisten aus Spanien für die nächsten 14 Jahre im Europapokal der Pokalsieger.
|              | Gesamt |              | Hinspiel | Rückspiel |
| ------------ | ------ | ------------ | -------- | --------- |
| OM Vitrolles | 37:46  | FC Barcelona | 23:20    | 14:26     |